# 布魯諾 (阿肯色州)
布魯諾（英語：Bruno）是位於美國阿肯色州馬里昂縣的一個非建制地區。該地的面積和人口皆未知。

## 地理
布魯諾的座標為36°08′39″N 92°46′42″W / 36.14417°N 92.77833°W，而該地的平均海拔高度為272米（即889英尺）。